# Хайнрих I (Бранденбург)
Вижте пояснителната страница за други личности с името Хайнрих I.
Хайнрих I фон Бранденбург, „без земя“ (на немски: Heinrich I von Brandenburg, Heinrich ohne Land; * 21 март 1256; † 14 февруари 1318) от род Аскани е маркграф на Бранденбург-Стендал и Ландсберг (1294 – 1318).
Той е най-големият син на маркграф Йохан I фон Бранденбург († 1266) и третата му съпруга Юта (Бригита) Саксонска († 1266), дъщеря на херцог Албрехт I фон Саксония-Витенберг и Агнес Австрийска (1206 – 1226), дъщеря на Леополд VI Бабенберг. По баща е внук на маркграф Албрехт II фон Бранденбург († 1220) и на Матилда от Лужица (1185 – 1225) от род Ветини.
Той взема участие в управлението на страната през 1294 г. заедно с над 15 години по-големите му полубратя Йохан II, Ото IV „със стрелата“ и Конрад I. След конфликти с братята му той управлява и Маркграфство Ландсберг. Той има конфликти със съседните князе. От магдебургският архиепископ Бурхард II фон Бланкенбург той получава църковна забрана.
През 1311 г. Хайнрих трябва да отстъпи Пфалцграфство Саксония със замъците Гриленберг при Зангерхаузен и Распенбург при Растенберг на Пленменното херцогство Саксония. Освен това той губи спор с маркграф Дитрих IV от Лужица.
След смъртта на Хайнрих VII Люксембургски († 24 август 1313) той е предложен от племенника му, маркграф Валдемар фон Бранденбург, за наследник на немския кралски трон. Хайнрих отказва и по-късно той гласува за херцог Лудвиг Баварски.
Хайнрих умира на 14 февруари 1318 г. на 61 години.

## Деца
Хайнрих е женен от 1298/1303 г. за Агнес Баварска (1276 – 1340), вдовица на ландграф Хайнрих Млади фон Хесен (1264 – 1298). Тя е дъщеря на баварския херцог Лудвиг II Строги от род Вителсбахи и Матилда Хабсбургска и сестра на император Лудвиг Баварски. Двамата имат три деца:
- Хайнрих II „Детето“ от Бранденбург (1308 – 1320), като дете маркграф на Бранденбург (1319 – 1320)
- София (1300 – 1356) ∞ 1327 за херцог Магнус I фон Брауншвайг (1304 – 1369)
- Юдит (1302 – 1330) ∞ 1318 за херцог Хайнрих II фон Брауншвайг-Грубенхаген (1296 – 1351)